# Börshuset

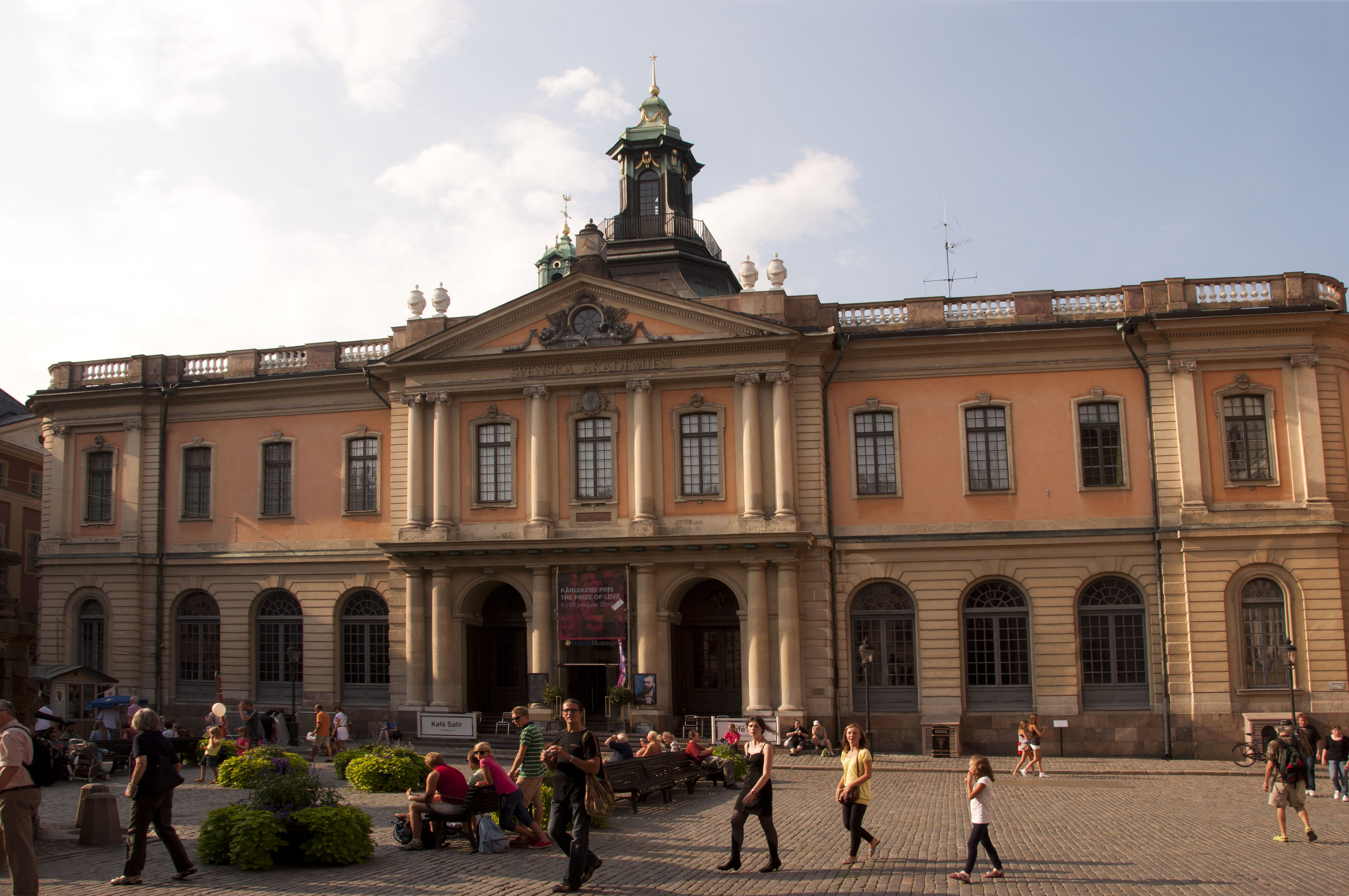
Façade du Börshuset depuis la direction de Stortorget

Börshuset est un bâtiment situé à Gamla Stan dans le centre de Stockholm. Le Börshuset a été construit par Erik Palmstedt entre 1773 et 1778 et est situé du côté nord de la place Stortorget. Le bâtiment appartient désormais à la ville de Stockholm et abrite, entre autres, le musée Nobel et l'Académie suédoise avec la bibliothèque Nobel. De 1863 à 1998, le bâtiment était le siège de la Bourse de Stockholm, ce qui lui a donné son nom. 

## Histoire
En 1776, l'Aktienhalle (Börssalen) a été inaugurée par  Gustav III. Les célébrations du couronnement d'Oscar Ier et de son fils Charles XV a eu lieu dans le Börshuset. Le conseil municipal s'est réuni dans le bâtiment jusqu'à l'achèvement de l'actuel Hôtel de Ville.